# Crenicichla strigata
Crenicichla strigata es una especie de peces de la familia Cichlidae en el orden de los Perciformes.

## Morfología
Los machos pueden llegar alcanzar los 30 cm de longitud total.

## Distribución geográfica
Se encuentran en Sudamérica: afluentes meridionales del río Amazonas en Brasil y la Guayana.